# Austrogonium japonicum
Austrogonium japonicum is een pissebed uit de familie van de Paramunnidae. De wetenschappelijke naam van de soort is voor het eerst geldig gepubliceerd in 2009 door Michitaka Shimomura.